# Espurio Lucrecio Tricipitino
Espurio Lucrecio Tricipitino  fue un político romano del siglo VI a. C. perteneciente a la gens Lucrecia.

## Familia
Lucrecio fue miembro de los Lucrecios Tricipitinos, una familia patricia de la gens Lucrecia. Fue padre de Lucrecia, cuyo suicidio desencadenó el fin de la monarquía, y hermano de Tito Lucrecio Tricipitino.

## Carrera pública
Tricipitino era miembro del Senado. Fue nombrado prefecto de la ciudad por el rey Tarquinio el Soberbio cuando este abandonó Roma para ir a la guerra contra los de Ardea. Después del destronamiento del rey, probablemente fue elegido como interrex por los patricios, presidió los comicios en los que fueron elegidos los primeros cónsules. Después de la muerte de Lucio Junio Bruto en batalla, en el curso del mismo año, Tricipitino fue elegido para ocupar su lugar; pero, debido a su avanzada edad, murió a los pocos días después de haber asumido su cargo.